# Laura Díaz Román
Laura Díaz Román (Madrid, 15 de setembre de 1959) és una advocada y política espanyola, diputada a l'Assemblea de Madrid.
Nascuda el 15 de setembre de 1959 a Madrid, és llicenciada en dret i advocada en exercici del Col·legi d'Advocats de Madrid des de 1986. Especialitzada en urbanisme i medi ambient, ha ofert assessorament legal a associacions ecologistes i ciutadanes.
Va ser inclosa com a candidata al lloc 24 de la llista de Podem per a les eleccions a l'Assemblea de Madrid del 24 de maig de 2015 encapçalada per José Manuel López, i va ser escollida diputada de la desena legislatura del parlament regional.
El dia de constitució de la cambra va ser triada membre de la Taula de l'Assemblea, com a vicepresidenta tercera d'aquesta. També ha exercit de portaveu adjunta del Grup Parlamentari Podem en la comissió parlamentària de Transports, Habitatge i Infraestructures.
Va ser substituïda a la Mesa de l'Assemblea per Miguel Ongil el 15 de novembre de 2018.